# Dominique Thiébaut Lemaire
 (mars 2021).
Ne doit pas être confondu avec Dominique Thiébaut.
Dominique Thiébaut Lemaire, né le 22 février 1948 à Thann (Haut-Rhin), est un écrivain Alsacien et haut fonctionnaire français.

## Parcours
Né en 1948 à Thann, dans le Haut-Rhin, Dominique Thiébaut Lemaire est un ancien élève de l’École normale supérieure de la rue d’Ulm (promotion 1968, agrégé de lettres classiques en 1971) et de l’École nationale d'administration. Il a été sous-directeur, chargé des relations fiscales internationales au ministère de l’économie et des finances à Paris, de 1987 à 1995. Dans le même ministère, de 1995 à 2014, il a été contrôleur d’État et contrôleur général économique et financier, nommé au contrôle des groupes Charbonnages de France, Gaz de France et Électricité de France successivement. Il est chevalier de l’ordre national du Mérite.

## Poésie
Dominique Thiébaut Lemaire a publié des recueils de poèmes : Aérogrammes en 2010 ; Courts poèmes long-courriers en 2011, avec une préface de Philippe Démeron (directeur de la revue/anthologie de poésie Les Citadelles) ; Passions premières en 2012 ; De jour en jour à la fin de 2015 ; Colère et douceur en 2019. Ces recueils ont été illustrés par le peintre et graveur Sergio Birga.[réf. nécessaire]
Les sonnets des deux premiers, inspirés par l’expérience internationale de leur auteur, composent un tour du monde, complété par des « pièces d’identité » et prolongé par une méditation sur « ailleurs ». Ils constituent un témoignage sur l’état de la planète et sur les transports aériens à la fin du XXe siècle. Six pièces de Courts poèmes long-courriers ont été commentés par l'auteur dans la revue L'Archicube. Le troisième recueil aux poèmes variés, sonnets, mais aussi ballades et rondeaux, est un retour vers les passions premières – y compris la passion de la poésie française – évoquées en six parties : Écrire, France, Tristesse, Fables et Adages, Femmes, Saisons.
Le poète Bernard Noël a écrit à propos d’Aérogrammes : « J’aime beaucoup la forte simplicité de l’image en couverture et de celles qui ponctuent le livre : toutes d’une belle évidence. Et j’apprécie le risque couru par Dominique Thiébaut Lemaire avec ses alexandrins et ses sonnets. Cela me touche par la construction de bruits de langue dont la sonorité fait sens au-delà de l’immédiate signification ».
Au sujet de Courts poèmes long-courriers, l’essayiste Henri Lewi s’est exprimé en mai 2011 de la manière suivante : « Toute la fin me paraît surprenante et plus que belle ; je retrouve dans le reste ce qui m’avait intéressé dans le premier recueil : une hauteur joueuse, le mixte d’un retour à des poètes anciens (Saint-Amant peut-être, les libertins plus que les classiques, une veine humoriste et voyageuse) et du plus moderne, l’avion, la photographie. Tout cela est porté par une rêverie d’enfance, cartes et estampes, hublot où l’on voit (le front contre un chambranle) l’univers entier. Mais la fin est différente, en même temps elle éclaire ce qui précède : les instantanés sublunaires sont pris de très loin, on est entre Scève et Kubrick, chez les poètes métaphysiciens ou cosmologues… Il y a dans les derniers sonnets la rapidité d’une écriture poétique complètement libre (libérée du lieu trop précis, aussi, circulant entre l’origine et la fin des temps) ». Au sujet des poèmes de ce recueil consacrés à l'Afrique, Stéphane Gompertz, dans la revue L'Archicube, écrit ceci : « Dominique Thiébaut Lemaire unit les étapes de ses missions de fiscaliste par une suite de poèmes, un par capitale : beaucoup d'entre nous retrouveront dans ces évocations pittoresques, sarcastiques et aimantes les sensations et les surprises de leurs propres déplacements. »
À plusieurs occasions, des poèmes du troisième recueil, Passions premières, ont été lus en public, certains mis en musique et interprétés par Alain Delrue.
{{refnec|Les quatrième et cinquième recueils de poésie, De jour en jour et Colère et douceur, sont introduits l'un et l'autre par le sonnet qui se trouve en tête des Regrets de Du Bellay. Celui-ci, dit-il, se confie à ses vers, « Comme étant de mon cœur les plus sûrs secrétaires... / Aussi ne veux-je tant les peigner et friser, / Et de plus braves noms ne les veux déguiser, / Que de papiers journaux, ou bien de commentaires.» Ces poèmes sont proches de l'actualité (personnelle et sociale) dont ils cherchent à extraire la substance durable. Ils ne sont pas sans lien avec les livres que l'auteur a consacrés au thème des passions et de la raison (cf. infra). Dans le propos liminaire de De jour en jour, Dominique Thiébaut Lemaire se dit convaincu que : « La poésie peut parler de tout, sans exclure l'actualité, les grandes et petites circonstances, les faits du jour, dont le renouvellement, dans un mouvement perpétuel, nous fait passer de l'instant fugace au temps qui dure.» Ces textes sont en prose et en vers : « sur les pages paires, celles de gauche, la prose précise le contexte, explique et complète les pages de droite, réservées aux vers... Dans ces poèmes, à la place où notre langue met l'accent le plus fort, sur les syllabes finales, ce ne sont pas seulement des rimes, mais des assonances et des allitérations, qui tissent des correspondances de significations en rapprochant les mots par leurs sonorités. »
Dans le sixième recueil, Mythologie. humaine et divine comédie, préfacé par Maryvonne Lemaire Scavennec, il est question d'une quarantaine de personnages mythologiques (Orphée y apparaît au début avec Eurydice et à la fin avec les continuateurs de son art). L'auteur justifie son choix de la rime plate, celle de l'épopée et de la tragédie classique. Il applique une règle recommandée pour la première fois par Apollinaire et par Aragon, remplaçant l'alternance des rimes dites masculines et féminines par l'alternance de rimes consonantiques - finissant par une consonne - et de rimes vocaliques - finissant par une voyelle. Par exemple : «C'est là que peine en vain le malheureux Sisyphe /Qui ne peut accomplir cet effort décisif /De hisser d'accrocher ce rocher au sommet /Qu'il voudrait couronner sans réussir jamais», avec une rime intérieure (accrocher-rocher) pour évoquer ce vain effort.[réf. nécessaire]
Dominique Thiébaut Lemaire a créé en 2011 le site "Libres Feuillets" qui publie régulièrement des « billets » sous la forme de poèmes portant souvent sur l’actualité, et associés chacun à un texte en prose ; ainsi que des articles sur la littérature et les arts, par exemple en 2014 sur « Uña Ramos (1933-2014), musicien des Andes et du monde ».[réf. nécessaire]

## Sciences humaines et sociales
Dominique Thiébaut Lemaire a publié en mars 2014, avec la contribution de son épouse Maryvonne Lemaire Scavennec, un essai historique, qui est en même temps une autobiographie familiale et individuelle, et qui est intitulé Quatre familles dans les guerres : la famille Lemaire de La Bresse, la famille Hillenweck de Thann (voir aussi François Hillenweck et la collégiale Saint-Thiébaut de Thann), les familles Scavennec et Rivier de Rosporden (voir René Scavennec, André Scavennec, Albert Rivier, et Paul Carron de la Carrière). La revue de l’Association des anciens élèves, élèves et amis de l’École normale supérieure a rendu compte de ce livre : « S’il peut sembler participer de la vogue des écrits mémoriels familiaux qui s’est développée depuis plusieurs années, sa portée dépasse celle des chroniques auxquelles le genre nous a habitués. Nous avons bien affaire à une enquête généalogique : l’auteur part à la recherche de ses ancêtres proches et de ceux de son épouse et oriente ses investigations autour des conduites tenues durant les conflits intervenus depuis le XIXe siècle. La leçon la plus frappante qui s’en dégage porte sur ce qu’on pourrait appeler la continuité familiale de l’esprit de résistance ; on voit notamment très bien comment, lors des crises les plus graves, et en particulier durant la période de l’Occupation, les comportements des individus répondent à des précédents et s’enracinent dans les traditions des familles. Une sorte de cartographie des conduites vient ainsi donner du relief à des considérations sur la guerre et la paix…Le même livre a fait l'objet ultérieurement d'un second compte rendu selon lequel il s'agit, par la pluralité des approches, généalogique, historique, économique, autobiographique, d'un "précieux témoignage sur les raisons qui ont porté des Français,vosgiens ou bretons, à défendre coûte que coûte leur liberté ".
Des chapitres de Quatre familles dans les guerres, publiés sur le site Libres Feuillets, ont fait l'objet de références notamment dans Wikipédia (articles sur la commune vosgienne de La Bresse, sur la commune bretonne de Rosporden, sur Les Origines de Camille Claudel ).
Par ailleurs, Dominique Thiébaut Lemaire a publié en 2014 Bourdieu, une sociologie réflexive. La quatrième de couverture indique qu’à l’époque où il était élève de l’École normale supérieure, il a eu l’occasion de découvrir l’enseignement et les recherches de Bourdieu ; et qu’après bien des années, ayant relu les premiers ouvrages du sociologue et lu ceux qu’il ne connaissait pas, il s’est senti assez proche de cette pensée souvent méconnue qui a beaucoup évolué, de la sociologie de l’éducation à la sociologie de la production culturelle, et à la sociologie de l’État. Ce livre fait une place relativement importante aux Méditations pascaliennes de Bourdieu (1997 et 2003) et à son Esquisse pour une auto-analyse (2004) où nous est livrée une belle « auto-socioanalyse ». S’il fallait ne retenir que quelques mots de ce dernier texte, on pourrait citer un proverbe béarnais (p. 22 de Bourdieu, une sociologie réflexive) que le sociologue trouvait significatif de son habitus : « bogue hérissée, châtaigne luisante. »
Dans Passions et raison aujourd'hui à la lumière de Descartes et de Spinoza, ouvrage résumé et complété par Les Passions et la raison, Dominique Thiébaut Lemaire réfléchit notamment à l'actualité des Passions de l'âme de Descartes (1649) et de l'Éthique de Spinoza (1677) pour la compréhension du monde contemporain. Ces deux philosophes ont vécu à peu près à la même époque et dans le même pays, les Pays-Bas. Le premier livre de Spinoza s'intitule Les principes de la philosophie de René Descartes. À la limite des mathématiques, de la philosophie et de la littérature, à la frontière entre la psychologie et la sociologie, Descartes dénombre six passions « primitives », auxquelles toutes les autres se rattachent. Après lui, Spinoza les réduit à trois affects primitifs. La particularité de leur éclairage sur les passions ou affects tient notamment à l'importance de ce qu'on peut appeler la mathématique passionnelle, dont l'un des concepts fondamentaux est la notion de contraire, à la base des oppositions et symétries telles que celles qui existent entre l'amour et la haine, la joie et la tristesse, l'estime et le mépris... Aujourd'hui prédominent des passions remarquablement analysées par Descartes et Spinoza il y a trois siècles, les passions de l'opinion (la "faveur" et l'indignation), mais aussi l'envie (liée au désir légitime d'égalité selon Descartes, Tocqueville et Freud) et la compassion nourrie par des médias désormais planétaires. L'envie et la compassion sont les deux faces d'un même sentiment consistant à trouver injuste ce qui arrive à un semblable, soit en bien, soit en mal. De plus, comme l'a remarqué Spinoza bien avant René Girard et sa théorie du désir mimétique, souvent on désire un bien non parce qu'il est désirable en lui-même, mais du seul fait qu'un autre le désire ou le possède. Outre ces analyses éclairantes, Descartes et Spinoza peuvent apporter des réponses aux questions du XXIe siècle dans la mesure où l'une de leurs leçons est la lutte, qui reste d'actualité, contre les idées reçues. Leurs œuvres, écrites au début du grand développement de la raison scientifique, ont toujours quelque chose à nous dire à ce sujet. Spinoza écrit dans la quatrième partie de l'Éthique : « C'est en tant seulement qu'ils vivent sous la conduite de la raison que les hommes nécessairement s'accordent toujours en nature », alors que, « en tant qu'ils sont la proie des affects qui sont des passions, les hommes peuvent être contraires les uns aux autres. » Descartes, dans le même sens, distingue dans l'âme d'une part ses passions, qui naissent de l'union entre l'âme et le corps, d'autre part ses actions, c'est-à-dire ses volontés. Quand on passe en revue les vertus traditionnelles, qui sont de l'ordre de la raison et de l'action, on constate que plusieurs commencent par être des passions : le courage, l'espérance, l'amour ou charité, même la justice née de l'envie qui pousse à l'égalité, et même la prudence qui n'est pas sans relation avec la crainte. Le lien entre passion et raison vertueuse existe également dans la générosité que Descartes considère comme la clé de toutes les vertus, et que Spinoza adopte comme une composante de sa vertu majeure, la force d'âme (fortitudo). En ce qui concerne les principaux moyens d'agir sur les passions ou affects, Dominique Thiébaut Lemaire met en évidence à la suite des deux philosophes : comment une passion peut en contrebalancer une autre ; comment se fortifier en bien par l'habitude ; comment le régime politique peut modérer les passions ; comment la maîtrise des passions est possible par la volonté pratique et par la connaissance. À la différence de la volonté pure qui agit par le seul fait d'être formulée, la volonté pratique, au sujet de laquelle Spinoza s'accorde finalement avec Descartes malgré leurs différences de principe, s'appuie sur les efforts répétés de l'exercice ; sur la préméditation au sens de Descartes, c'est-à-dire l'anticipation à laquelle contribue le savoir ; sur la capacité de ménager un temps de réflexion quand la passion se fait pressante. La volonté ne sert à rien sans la connaissance, dont l'aspect le plus spectaculaire est le pouvoir de l'esprit sur les corps.

## Principales publications
- Aérogrammes, Le Scribe l'Harmattan, coll. « Poésie », novembre 2010.
- Courts poèmes long-courriers, Le Scribe l'Harmattan, coll. « Poésie », mai 2011.
- Passions premières, Le Scribe l'Harmattan, coll. « Poésie », septembre 2012.
- Quatre familles dans les guerres, Le Scribe l'Harmattan, essai, coll. « Cosmopolite », mars 2014.
- Bourdieu, une sociologie réflexive, Le Scribe l'Harmattan, essai, coll. « Cosmopolite », décembre 2014.
- De jour en jour, Le Scribe l'Harmattan, coll.« Poésie », décembre 2015.
- Passions et raison aujourd'hui à la lumière de Descartes et de Spinoza, Le Scribe l'Harmattan, essai, coll. « Cosmopolite », février 2018.
- Les Passions et la raison, Le Scribe L'Harmattan, essai, coll. "Cosmopolite", mars 2019.
- Colère et douceur, Le Scribe L'Harmattan, coll. "Poésie", mars 2019.
- Mythologie. Humaine et divine comédie, Le Scribe L'Harmattan, coll. "Poésie", octobre 2020.